# Tucuruvi

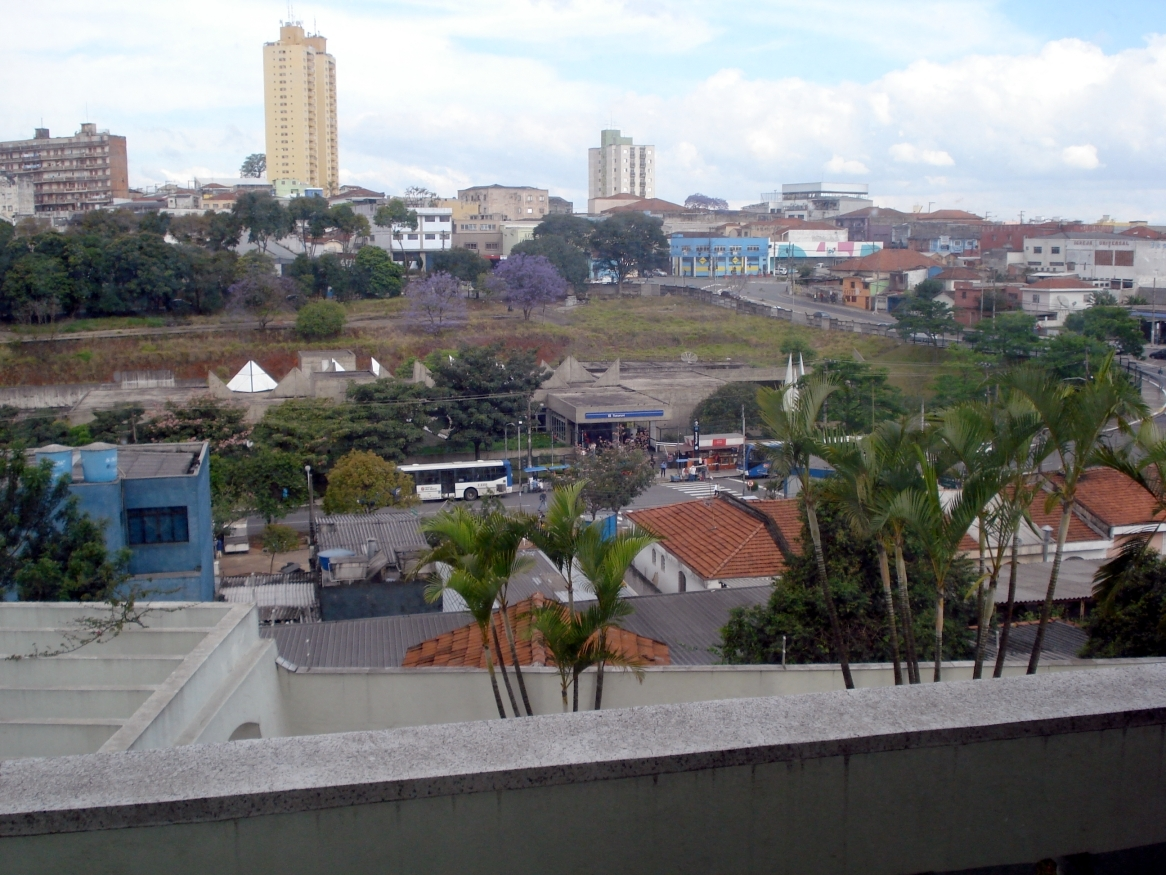
Estação Tucuruvi e bairro do Tucuruvi

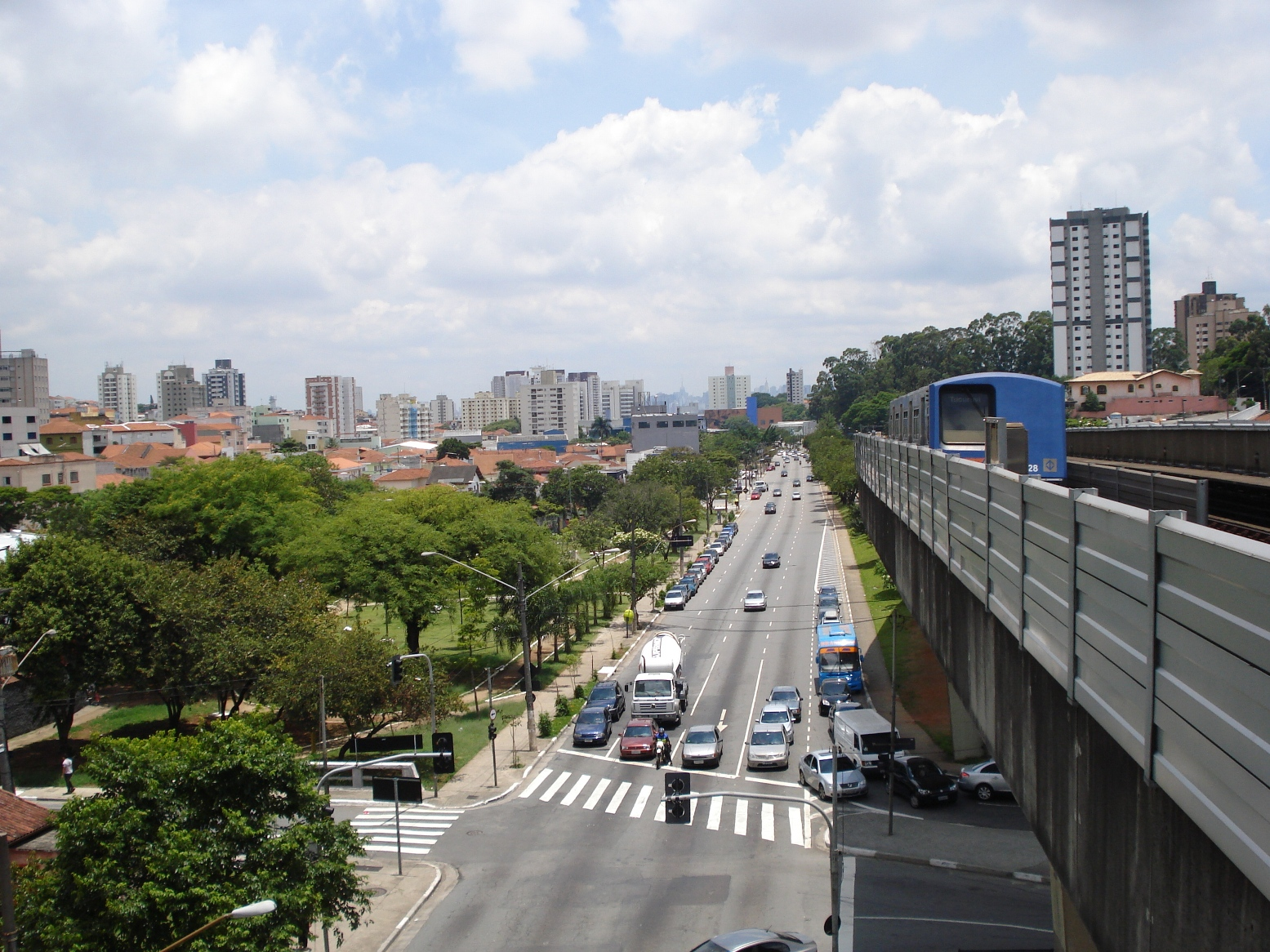
Vista do distrito do Tucuruvi. Ao fundo e à esquerda, o distrito de Vila Guilherme e à direita, o distrito de Santana

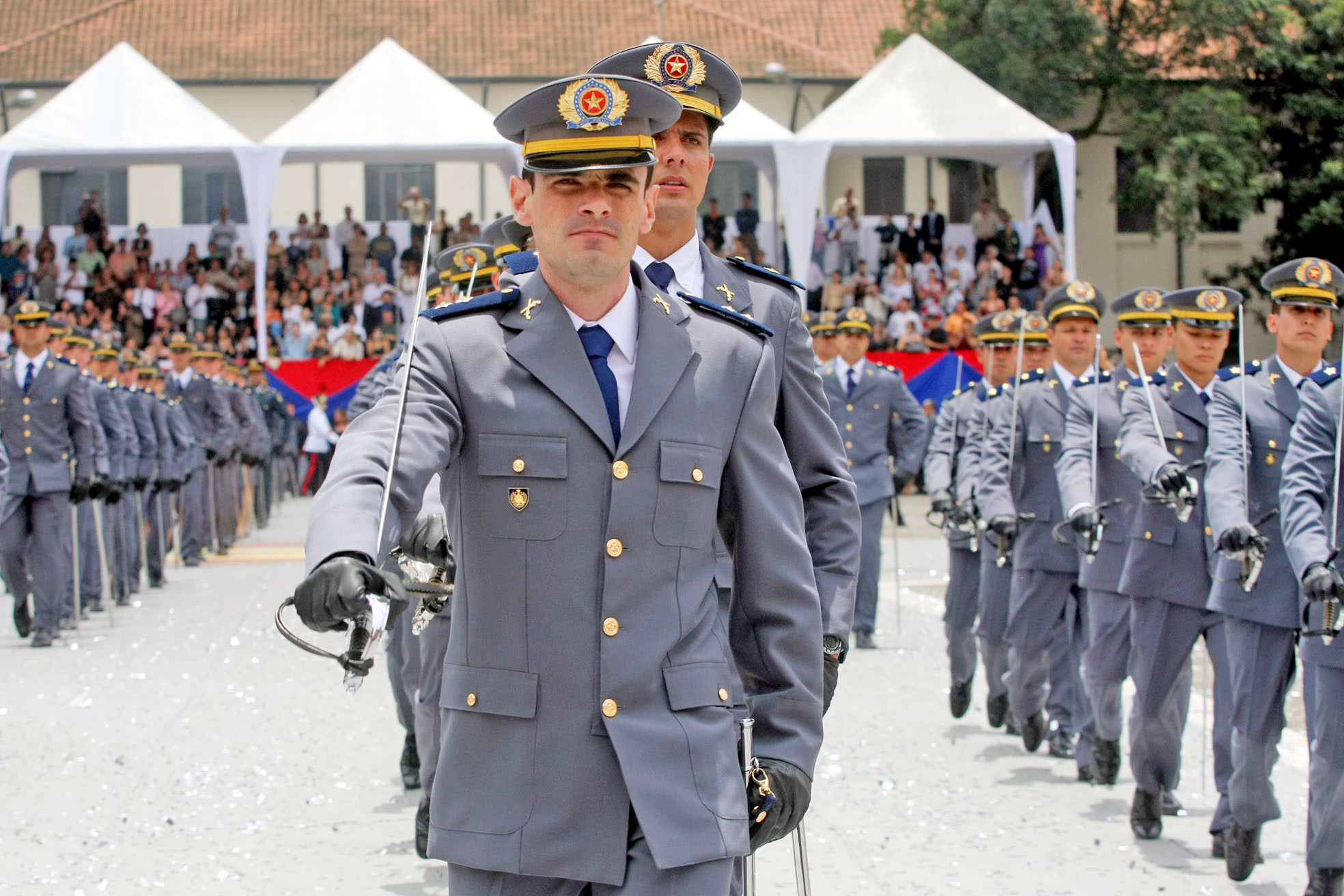
Academia de Polícia Militar do Barro Branco

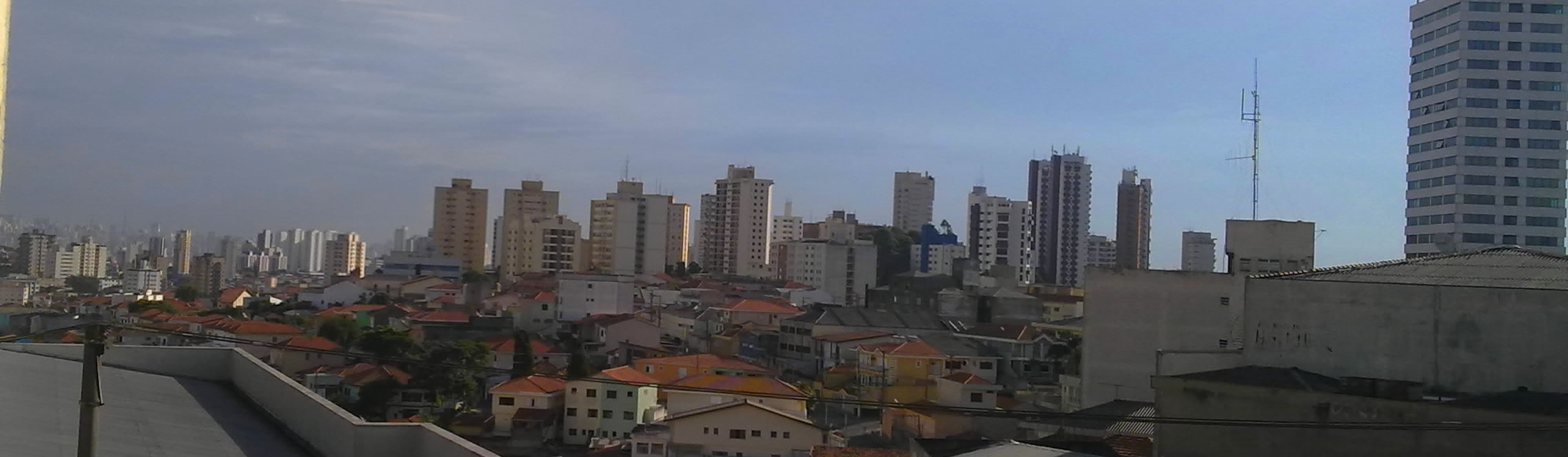
Fotografia panorâmica do distrito

Tucuruvi é um distrito situado na Zona Norte do município de São Paulo, no Brasil. É administrado pela Subprefeitura de Santana/Tucuruvi. O distrito é atendido pela Linha 1-Azul do Metrô de São Paulo contando com as estações Parada Inglesa e Tucuruvi. Destaca-se, no distrito, o bairro nobre do Jardim França.
Bairros do distrito Tucuruvi: Vila Dom Pedro II, Parada Inglesa, Jardim França, Vila Mazzei, Jardim Kerlakian, Jardim Barro Branco, Jardim Dona Leonor Mendes de Barros, Jardim Maria Antônia, Parque Rodrigues Alves, Tucuruvi, Vila Pedrosa, Vila Gustavo, Vila Nivi, Vila Constança, Vila Santa Terezinha, Parque Vitória e Vila Cachoeira.

## Etimologia
O nome "Tucuruvi" tem origem na língua tupi e significa "gafanhoto verde", através da junção dos termos tukura (gafanhoto) e oby (verde). O gafanhoto é a mascote da escola de samba Acadêmicos do Tucuruvi, localizada no distrito.

## História[4][5]

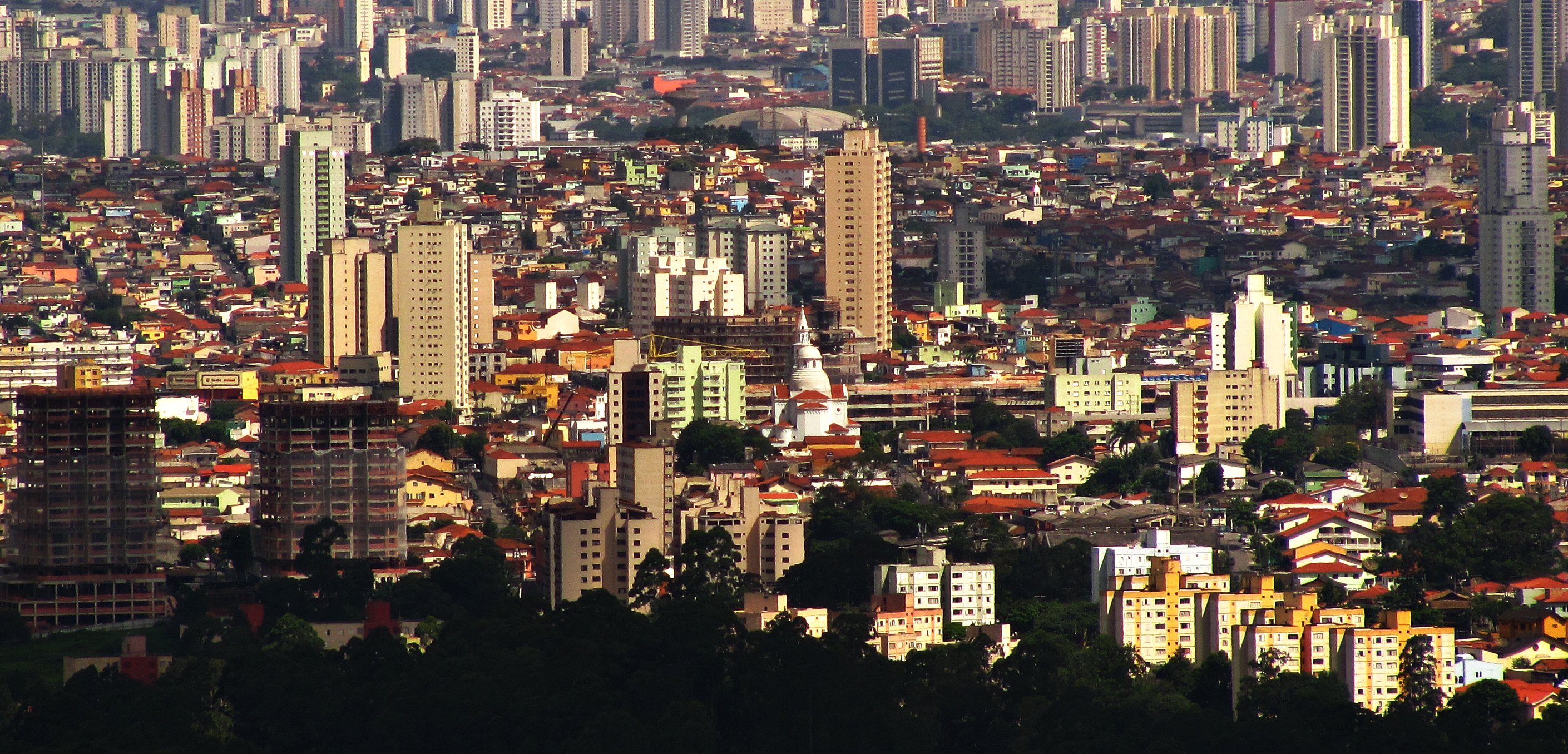
Vista do Tucuruvi através da Serra da Cantareira

A primeira aparição da denominação Tucuruvi consta oficialmente em uma escritura de compra e venda de uma área com data de 1856. O nome Tucuruvi tem origem no tupi-guarani e significa "gafanhoto verde", pois o bairro foi formado em sua origem por pastagens de gado em fazendas da região, habitat ideal para esse tipo de inseto.
No início do Século XX, predominava apenas a verde paisagem dos sítios e fazendas que existiam na época, dos quais os mais conhecidos eram o Lavrinhas, Pedregulho e Tapera Grande.
O primeiro núcleo do povoamento data de 24 de outubro de 1903, quando o inglês Willian Harding adquiriu uma fazenda denominada Itaguaravi, na atual Parada Inglesa e, em 1912, fundou a Villa Harding, onde construiu sua imponente moradia, que também lhe servia de escritório, que passou a chamar-se Palacete Anglo-Parque. Era localizado no topo da colina na antiga Avenida Pires do Rio, o que proporcionava aos visitantes um lindo panorama da cidade de São Paulo. A Villa Harding foi demolida no final da década de 1970, e após quase sete anos, em seu lugar foi construída a Praça Arquiteto Flávio Império, que teve curto período de existência, e acabou dando lugar ao prédio que abriga hoje a sede da Prefeitura Regional de Santana/Tucuruvi.
Em pouco tempo o bairro foi se transformando em área tipicamente urbana, com a construção de casas populares e alguns prédios comerciais concentrados nas imediações da estação de Trem do bairro, pertencente ao Tramway da Cantareira, que foi construída e inaugurada em 1913, o que contribuiu sobremaneira para o desenvolvimento e crescimento do bairro. Em 16 de agosto de 1914, Claudino Ignácio Joaquim vendeu o sítio Lavrinhas para o senhor Henrique Mazzei, que dividiu os 500 mil metros quadrados em lotes e os vendeu em pequenas prestações. Com a chegada de novos moradores, que escolheram se radicar na região, outros sítios e fazendas foram loteados e vendidos.
Em terreno cedido pelos Mazzei, foi iniciada, em 1918, a construção da Igreja Menino Jesus, na atual Avenida Mazzei. O distrito manteve aspectos rurais durante muito tempo. O Tramway Cantareira ligava o Centro até a Serra da Cantareira, desenvolvendo o distrito em torno de suas estações. Este trem era um dos únicos meios de transporte dos moradores do distrito até a década de 1960.
Nas décadas de 1920 e 1930, aos poucos, as propriedades rurais foram sendo vendidas para dar lugar ao bairro que surgia e com o consequente aumento da população, o Tucuruvi foi perdendo sua característica rural.
O Distrito de Paz de Tucuruvi possuía uma área de 89 km², anteriormente denominado Cantareira, e foi desmembrado do Distrito de Santana pela Lei 2104, de 29 de dezembro de 1925, e instalado no bairro do Tremembé sua primitiva sede, em 23 de março de 1926. O primitivo Distrito da Cantareira passou oficialmente a denominar-se Distrito do Tucuruvi.
Por entenderem ser injusto dado a sua localização mais central, sua população, sua denominação “Tucuruvi” e sua subordinação ao afastado e quase incógnito bairro do Tremembé daquela época, os senhores João Gualberto de Almeida Pires, Manuel Gomes, Manoel Tomé Novaes e o Capitão Ary Gomes empreenderam e levaram a cabo a transferência da sede do Distrito e com ela veio a mudança de denominação para Subdistrito de Tucuruvi, pelo decreto nº 6618, de 21 de agosto de 1934, data que Tucuruvi passou por direito a ser um Distrito da Zona Norte de São Paulo, onde, em prédio próprio situado na Avenida Tucuruvi, 47-A, foi instalado o Juizado de Paz, Registro Civil e Tabelionato.
Depois de 1934, o bairro do Tucuruvi continuou se desenvolvendo e crescendo.
O Tucuruvi tem apresentado grandes mudanças nos últimos anos. A excepcional resposta ao mercado de Shopping Centers instalados junto à estação de metrô, como o exemplo de sucesso comprovado do Shopping Metrô Santa Cruz, incentivou a construção do Shopping Metrô Tucuruvi, inaugurado em 2013. O Shopping está ancorado pelas marcas mais consagradas do mercado. Além disso, conta com o conceito de corredor único, que facilita o acesso, a circulação e a visibilidade de todas as lojas. O empreendimento tem uma localização estratégica na Zona Norte, ponto de congruência de pessoas de diversas regiões que utilizam o terminal de ônibus urbano e intermunicipal e a estação de metrô como transporte diário, por onde circulam cerca de 1,2 milhão de usuários por mês.

## Demografia
Evolução demográfica do distrito do Tucuruvi

## Características
O Tucuruvi tem um dos melhores climas da cidade, em parte devido à proximidade com a Serra da Cantareira. Situado apenas a seis quilômetros do Centro de São Paulo e com uma população aproximada atualmente de 99 mil habitantes, espalhados por cerca de 9 km², o distrito de Tucuruvi é formado pelos seguintes bairros: Vila Dom Pedro II; Parada Inglesa, Jardim França, Vila Mazzei, Jardim Kerlakian, Jardim Barro Branco, Jardim Dona Leonor Mendes de Barros, Jardim Maria Antônia, Parque Rodrigues Alves, Tucuruvi, Vila Pedrosa, Vila Gustavo, Vila Nivi, Vila Constança, Vila Santa Terezinha, Parque Vitória e Vila Cachoeira.
A estação terminal da Linha 1 do Metrô de São Paulo, na atual Estação Tucuruvi, ocupa um local bem próximo de onde anteriormente foi ocupado pela estação do Tramway da Cantareira, em frente à colina do Tucuruvi, local do Palacete de Harding e primeiro núcleo habitacional do bairro. Além da Estação Tucuruvi, o distrito abriga a Estação Parada Inglesa. O distrito abriga a sede da Academia de Polícia Militar do Barro Branco, localizada na Invernada da Polícia Militar.

## Distritos limítrofes
- Tremembé (Norte)
- Jaçanã (Leste)
- Vila Medeiros (Sudeste)
- Santana (Sudoeste)
- Mandaqui (Oeste)
- Vila Guilherme (Sul)